# Aeroportul Quincemil
Aeroportul Quincemil (IATA: UMI, ICAO: SPIL) este un aeroport din Cusco, Peru ce deservește zona Quincemil⁠(d).
Situat la o altitudine de 624 m, aeroportul dispune de o singură pistă.